# Linea Meitetsu Takehana
La linea Meitetsu Takehana (名鉄竹鼻線?, Meitetsu Takehana-sen) è una ferrovia suburbana a scartamento ridotto che collega le stazioni di Kasamatsu, sulla linea Meitetsu Nagoya principale, nella cittadina omonima, e Egira, nella città di Hashima, sulla linea Meitetsu Hashima, entrambe nella prefettura di Gifu, in Giappone. La linea, di 10 km circa, è una diramazione della linea Hashima delle Ferrovie di Nagoya.

## Dati principali
- Lunghezza: 10,3 km
- Numero di stazioni: 10
- Scartamento: 1,067 mm
- Binari: tutta la linea è a binario singolo
- Elettrificazione: 1,500 V CC
- Sistema di blocco: automatico
- Velocità massima: 90 km/h

## Storia
L'attuale linea Meitetsu Takehana nacque il 25 giugno 1921 col nome di ferrovia di Takehana (竹鼻鉄道?, Takehana tetsudō) da Shin-Kasamatsu (l'attuale Nishi-Kasamatsu) a Shin-Sakae (l'attuale Takehana). Il 1º aprile 1929 aprì l'estensione da Shin-Sakae a Ōsu (大須駅?, Ōsu). Il 1º marzo 1943 la linea venne incorporata dalla Ferrovi di Nagoya, e dal 1º ottobre 2001 la sezione fra Egira e Ōsu venne abbandonata.

## Servizi
La linea ha servizi esclusivamente locali, e pertanto tutti i treni fermano in tutte le stazioni.

## Stazioni
Tutte le stazioni si trovano nella prefettura di Gifu

### Sezione in esercizio
Legenda
Binari: "｜": binario singolo; "◇": i treni possono incrociarsi in questa stazione
| Stazione          | Giapponese   | Distanza interst. | Distanza totale | Collegamenti           | Binari | Posizione         |
| ----------------- | ------------ | ----------------- | --------------- | ---------------------- | ------ | ----------------- |
| Kasamatsu         | 笠松         | -                 | 0.0             | Linea Meitetsu Nagoya  | ｜     | Kasamatsu Hashima |
| Nishi-Kasamatsu   | 西笠松       | 0.9               | 0.9             |                        | ◇      | Kasamatsu Hashima |
| Yanaizu           | 柳津         | 2.0               | 2.9             |                        | ｜     | Gifu              |
| Minamijuku        | 南宿         | 2.3               | 5.2             |                        | ◇      | Hashima           |
| Suka              | 須賀         | 0.9               | 6.1             |                        | ｜     | Hashima           |
| Fuwa-Ishiki       | 不破一色     | 0.9               | 7.0             |                        | ｜     | Hashima           |
| Takehana          | 竹鼻         | 1.6               | 8.6             |                        | ｜     | Hashima           |
| Hashima Municipio | 羽島市役所前 | 1.0               | 9.6             |                        | ◇      | Hashima           |
| Egira             | 江吉良       | 0.7               | 10.3            | Linea Meitetsu Hashima | ｜     | Hashima           |

- Da Yanaizu fino a Minamijuku dal punto di vista tariffario il percorso vale 2,1 km

### Sezione dismessa nel 2001
Egira - Makino - Nagama - Nakaku - Ichinoeda - Yawata - Ōsu